# 607 Jenny
Jenny (asteróide 607) é um asteróide da cintura principal com um diâmetro de 62,78 quilómetros, a 2,628024 UA. Possui uma excentricidade de 0,0782908 e um período orbital de 1 758,5 dias (4,82 anos).
Jenny tem uma velocidade orbital média de 17,63904369 km/s e uma inclinação de 10,1121º.
Esse asteróide foi descoberto em 18 de Setembro de 1906 por August Kopff.